# Rubens Caribé
Ruben Lima Caribé da Rocha (São Paulo, 19 de agosto de 1965 — São Paulo, 5 de junho de 2022) foi um ator e bailarino brasileiro.

## Biografia
Nascido na cidade de São Paulo, Caribé possuía formação em canto e dança. Um dos seus primeiros trabalhos em teatro foi a montagem de Hair, dirigida por Antônio Abujamra. Foi integrante do Teatro do Ornitorrinco, onde atuou em O Doente Imaginário (Molière), Sonhos de Uma Noite de Verão e A Megera Domada ambos de (William Shakespeare).
Atuou ainda em Memórias do Mar Aberto (Consuelo de Castro), sob a direção de Regina Galdino; Mãe Coragem e Seus Filhos (Bertolt Brecht), sob direção de Sérgio Ferrara; Pedras nos Bolsos (Marie Jones), sob a direção de Domingos Nunez.
Ficou conhecido como galã na década de 1990.
Seu último filme foi Cano Serrado, lançado em 2018 para o circuito de festivais e em 2022 no circuito comercial, apenas dois meses e meio após a sua morte.

### Vida Pessoal
Era casado com o produtor musical Ricardo Severo.

## Morte
Rubens Caribé morreu no dia 5 de junho de 2022 em decorrência de uma parada cardiorrespiratória. O ator lutava contra um câncer de boca há alguns anos.

## Filmografia

### Televisão
| Ano  | Título                   | Personagem                 | Notas                                     |
| ---- | ------------------------ | -------------------------- | ----------------------------------------- |
| 2021 | Cidade Invisível         | Dr. Afonso                 | Episódio: "Eles estão entre Nós"          |
| 2021 | Cidade Invisível         | Dr. Afonso                 | Episódio: "Coisa de Criança"              |
| 2015 | Café Filosófico          | Apresentador               |                                           |
| 2014 | O Negócio                | Ian Strauss                | Episódio: "Marca Registrada"              |
| 2010 | Uma Rosa com Amor        | Antoninho / Hugo           |                                           |
| 2007 | Sete Pecados             | Decorador                  | Participação especial                     |
| 2006 | Cidadão Brasileiro       | Emílio Castanho            | Participação especial                     |
| 2005 | Meu Cunhado              | Pedrinho Fernandes         | Episódio: "Dia de Surpresa"               |
| 2001 | Pícara Sonhadora         | Oswaldo                    |                                           |
| 2000 | Fala Dercy               | Ele mesmo                  | Episódio: " Chapeuzinho Vermelho"         |
| 2000 | Ô... Coitado!            | Fabinho                    | Episódio: "Que Beijinho Doce"             |
| 1999 | Malhação                 | Aranha                     | Participação especial                     |
| 1999 | Sandy & Junior           | Pablito/Paulo Maraca       | Episódio: "Estrelas São Para Sempre"      |
| 1999 | Você Decide              | —                          | Episódio: "Felicidade"                    |
| 1998 | Malhação                 | Aranha                     |                                           |
| 1998 | Serras Azuis             | Efigênio                   |                                           |
| 1998 | Do Fundo do Coração      | Gabriel                    |                                           |
| 1998 | Contos de Natal          | Leandro Novaes             | Episódio: " Negócio de Menina com Menino" |
| 1997 | Canoa do Bagre           | Gabriel                    |                                           |
| 1997 | Os Ossos do Barão        | Rogério Caldas Penteado    |                                           |
| 1996 | Antônio Alves, Taxista   | Marcelo                    |                                           |
| 1995 | Sangue do Meu Sangue     | Ricardo Rezende            |                                           |
| 1995 | Sombras de Julho         | Fábio                      | Telefilme                                 |
| 1994 | Você Decide              | —                          | Episódio: "Tudo Pela Arte"                |
| 1993 | Fera Ferida              | Guilherme Cerqueira Bentes |                                           |
| 1993 | Retrato de Mulher        | Luís Felipe                | Episódio: "Era Uma Vez... Leila"          |
| 1993 | Contos de Verão          | Daniel                     |                                           |
| 1992 | Anos Rebeldes            | Marcelo                    |                                           |
| 1983 | Wide Boeing Transbrasil  | Bailarino                  |                                           |
| 1977 | Sítio do Picapau Amarelo | Bailarino                  | Episódio: " A Reinação Atômica"           |

### Cinema
| Ano  | Título                          | Personagem         |
| ---- | ------------------------------- | ------------------ |
| 2018 | Cano Serrado                    | Sargento Sebastião |
| 2018 | SP: Crônicas de uma cidade real | Costa              |
| 2012 | O Inferno de Cada Um            | Clóvis             |
| 2010 | Inversão                        | Davi               |
| 1995 | Sombras de Julho                | Fábio              |
| 1990 | Tempo                           |                    |

## No teatro[15]
- Aparecida, o Musical (2018)
- Ópera Monstra (2010)
- De Pernas pro Ar (2009-2011)
- A Megera Domada (2008)
- Pedra nos Bolsos (2007)
- Drácula (2006)
- Ismênia (2006)
- Alô, Alô, Terezinha! (2004)
- A Morte de um Caixeiro Viajante (2003)
- Mãe Coragem (2002)
- O Gato Preto (2002)
- Mais Perto (2000)
- Rei Lear (1997)
- Hamlet (1997)
- Ubu, Folias Physicas, Pataphysicas e Musicaes 2 (1996)
- O Melhor do Homem (1995)
- A Margem da Vida (1994)
- Lamartine II, o Resgate (1993)
- Sonho de uma Noite de Verão (1991)
- O Doente Imaginário (1990)
- Cabaret (1990)
- Anathron (1989)
- O Doente Imaginário (1989)
- Irmãos Grimm, Irmãos Grimm (1989)
- A Bela Adormecida (1988)
- Hair (1987)
- Boys Meets Boys (1987)
- A Bela e a Fera (1987)
- O Quebra Nozes (1977)